# Vuelo espacial

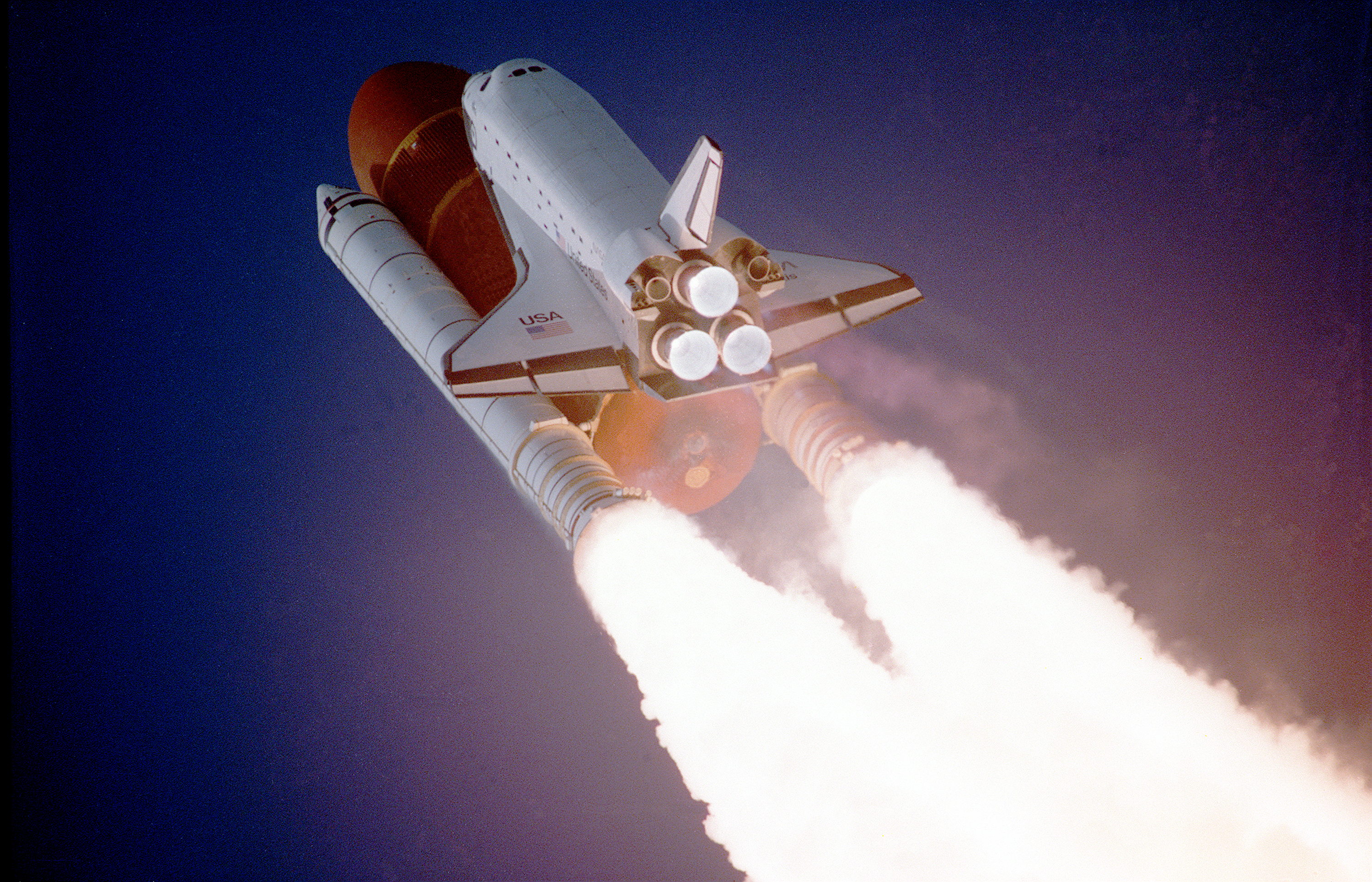
El transbordador Atlantis tomando vuelo.

El término vuelo espacial se utiliza en astronáutica para referirse a los viajes que realizan las naves espaciales fuera de la atmósfera terrestre, a pesar de que técnicamente no sea posible volar en el espacio exterior debido a la ausencia de aire. Un vuelo espacial puede ser privado o gubernamental, tripulado o no tripulado, orbital o suborbital, etc.

## Historia
La primera propuesta teórica de viaje espacial usando cohetes fue publicada por el astrónomo y matemático escocés William Leitch en "A Journey Through Space" de 1861. Más conocido, aunque de forma no muy notable fuera de Rusia, fue "Исследование мировых пространств реактивными приборами" (La Exploración del Espacio Cósmico por Medio de Dispositivos de Reacción), publicado por Konstantín Tsiolkovski en 1903.
El vuelo espacial se convirtió en una posibilidad real desde el punto de vista de la ingeniería tras la publicación del artículo de Robert Goddard "A Method of Reaching Extreme Altitudes" en 1919. Su aplicación de la tobera de Laval a cohetes de combustible líquido mejoró la eficiencia lo suficiente para que el viaje interplanetario fuese posible. También demostró en el laboratorio que los cohetes pueden funcionar en el vacío del espacio; sin embargo, su trabajo no fue tomado en serio. Su intento de lograr un contrato del ejército para crear un arma propulsada por cohete en la Primera Guerra Mundial fracasó por el armisticio del 11 de noviembre de 1918 con Alemania.
Sin embargo, el artículo de Goddard tuvo una gran influencia en Hermann Oberth, quien a su vez inspiró a Wernher von Braun. Von Braun fue la primera persona en producir cohetes modernos en forma de armas guiadas, usados por Adolf Hitler. El cohete V2 de von Braun fue el primer cohete en llegar al espacio (a una altitud de 189 kilómetros) en un vuelo de pruebas en junio de 1944.
El trabajo de Tsiolkovski en materia de cohetes no fue apreciado todo lo debido mientras vivió, pero inspiró a Serguéi Koroliov, que se convirtió en el diseñador de cohetes en jefe de la Unión Soviética de Stalin, para desarrollar misiles balísticos intercontinentales que pudieran llevar armas nucleares como contramedida de los bombarderos estadounidenses. Misiles derivados del R-7 Semiorka de Koroliov se usaron para lanzar el primer satélite artificial terrestre, el Sputnik 1, el 4 de octubre de 1957; posteriormente, también sirvieron como parte del Vostok 1 para poner en órbita a Yuri Gagarin, el primer humano en orbitar la Tierra, el 12 de abril de 1961.
Al final de la Segunda Guerra Mundial, von Braun y la mayoría de su equipo se rindieron a Estados Unidos y fueron expatriados para trabajar en misiles estadounidenses en lo que se convirtió en la Agencia de Misiles Balísticos del Ejército de Estados Unidos. El trabajo que realizaron en misiles como el Juno 1 y el SM-65 Atlas permitieron lanzar el satélite Explorer 1 el 1 de febrero de 1958 y lanzar al primer estadounidense en orbitar la Tierra, John Glenn, el 20 de febrero de 1962 dentro de la cápsula Friendship 7. Como director del Centro Marshall de vuelos espaciales, von Braun supervisó el desarrollo de un tipo más grande de cohete llamado Saturno V, con el que Estados Unidos logró enviar en un viaje de ida y vuelta a la Luna a los dos primeros humanos, Neil Armstrong y Buzz Aldrin, como parte de la misión Apolo 11 en julio de 1969. En este mismo periodo, la Unión Soviética trató de desarrollar en secreto el cohete N1 para poder enviar a una persona a la Luna pero fracasó.

## Fases

### Lanzamiento

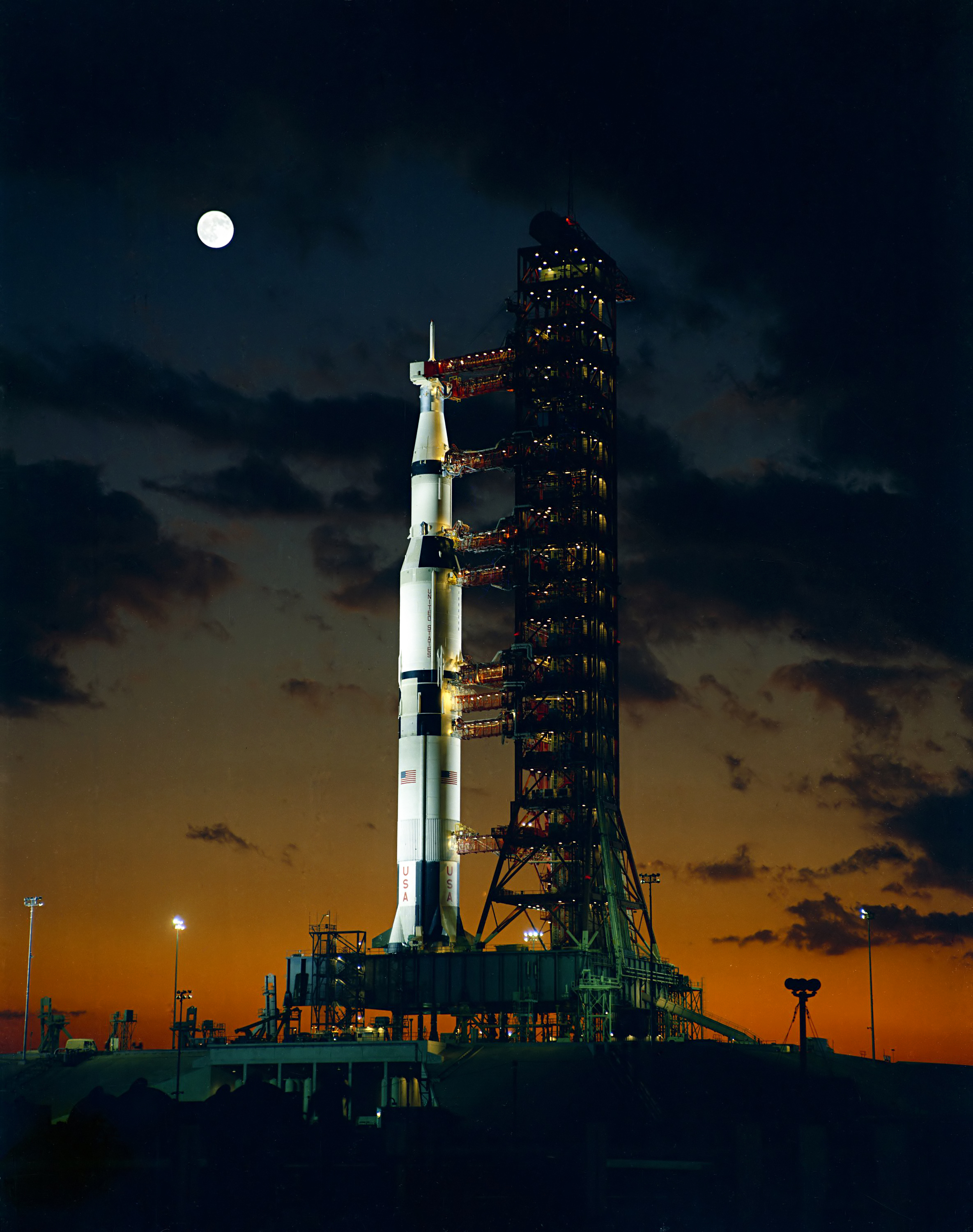
Saturno V en la plataforma de lanzamiento antes del lanzamiento de Apolo 4

Los cohetes son los únicos medios actualmente capaces de alcanzar la órbita o más lejos. Todavía no se han construido otras tecnologías de lanzamiento espacial sin cohetes, o se mantienen a una velocidad orbital reducida. Un lanzamiento de cohete para un vuelo espacial suele comenzar desde un espaciopuerto (cosmódromo), que puede estar equipado con complejos de lanzamiento y plataformas de lanzamiento para lanzamientos de cohetes verticales y pistas de despegue y aterrizaje de aviones portadores y naves espaciales aladas. Los vehículos espaciales se encuentran muy alejados de las viviendas humanas por razones de ruido y seguridad. Los ICBM tienen varias instalaciones de lanzamiento especiales.
Un lanzamiento a menudo se limita a ciertas ventanas de lanzamiento. Estas ventanas dependen de la posición de los cuerpos celestes y las órbitas en relación con el sitio de lanzamiento. La mayor influencia es a menudo la rotación de la propia Tierra. Una vez lanzadas, las órbitas se encuentran normalmente dentro de planos relativamente constantes en un ángulo fijo con respecto al eje de la Tierra, y la Tierra gira dentro de esta órbita.
Una plataforma de lanzamiento es una estructura fija diseñada para despachar vehículos aéreos. Generalmente consiste en una torre de lanzamiento y una zanja de fuego. Está rodeado de equipos utilizados para erigir, alimentar y mantener vehículos de lanzamiento.

### Alcanzar el espacio
La definición más comúnmente usada del espacio exterior es todo más allá de la línea de Kármán, que está a 100 kilómetros (62 millas) sobre la superficie de la Tierra. A veces, los Estados Unidos definen el espacio ultraterrestre como todo a más de 50 millas (80 km) de altitud.
Los cohetes son los únicos medios actualmente prácticos de alcanzar el espacio. Los motores convencionales de los aviones no pueden alcanzar el espacio debido a la falta de oxígeno. Los motores de cohetes expulsan el propulsor para proporcionar empuje delantero que genera suficiente delta-v (cambio de velocidad) para alcanzar la órbita.
Para sistemas de lanzamiento tripulados, los sistemas de escape se instalan con frecuencia para permitir que los astronautas escapen en caso de emergencia.

#### Alternativas
Se han propuesto muchas maneras de alcanzar el espacio aparte de cohetes. Ideas tales como el ascensor espacial, y las correas de intercambio de impulso como rotovators o skyhooks requieren nuevos materiales mucho más fuerte que cualquiera actualmente conocido. Los lanzadores electromagnéticos tales como los lazos de lanzamiento podrían ser viables con la tecnología actual. Otras ideas incluyen aviones espaciales de cohetes asistidos como Reaction Engines Skylon (actualmente en desarrollo de etapas tempranas), aviones espaciales con motor scramjet y aviones espaciales alimentados con sistemas RBCC (rocket-based combined cycle). El lanzamiento de armas ha sido propuesto para la carga.

### Dejando la órbita

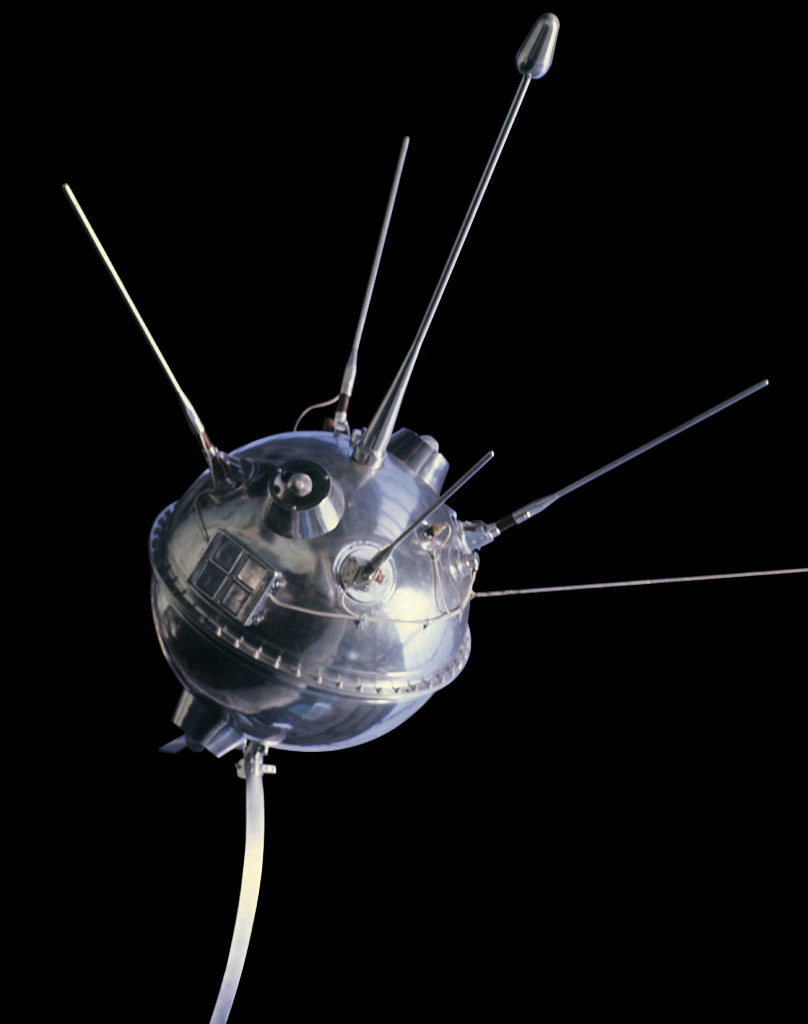
Lanzado en 1959, Luna 1 fue el primer objeto creado por el hombre para lograr la velocidad de escape de la Tierra. (Réplica en la foto)

Lograr una órbita cerrada no es esencial para los viajes lunares e interplanetarios. Los primeros vehículos espaciales rusos lograron con éxito alturas muy altas sin entrar en órbita. La NASA consideró el lanzamiento de misiones de Apolo directamente en las trayectorias lunares, pero adoptó la estrategia de entrar primero en una órbita de estacionamiento temporal y luego realizar una quema separada varias órbitas más tarde en una trayectoria lunar. Esto cuesta propulsor adicional debido a que el perigeo de la órbita de estacionamiento debe ser lo suficientemente alto como para evitar la reentrada mientras que la inyección directa puede tener un perigeo arbitrariamente bajo porque nunca se alcanzará.
Sin embargo, el enfoque de la órbita de aparcamiento simplificó en gran medida la planificación de la misión Apollo en varias formas importantes. Se amplió sustancialmente las ventanas de lanzamiento admisibles, aumentando las posibilidades de un lanzamiento exitoso a pesar de los problemas técnicos menores durante la cuenta atrás. La órbita de estacionamiento era una "meseta de la misión" estable que dio a la tripulación y a los controladores varias horas para examinar a fondo la nave espacial después de las tensiones del lanzamiento antes de confiarlo a un vuelo lunar largo; La tripulación podría regresar rápidamente a la Tierra, si fuera necesario, o podría realizarse una misión alternativa de órbita terrestre. La órbita de estacionamiento también permitió trayectorias translunares que evitaban las partes más densas de las correas de radiación de Van Allen.
Las misiones Apolo minimizaron la penalización de rendimiento de la órbita de aparcamiento manteniendo su altitud tan baja como sea posible. Por ejemplo, el Apolo 15 usó una órbita de estacionamiento inusualmente baja (incluso para Apolo) de 92.5 nmi por 91.5 nmi (171km por 169km) donde había un arrastre atmosférico significativo. Pero fue parcialmente superado por la ventilación continua de hidrógeno de la tercera etapa del Saturno V, y fue en cualquier caso tolerable para la corta estancia.
Las misiones robóticas no requieren una capacidad de anulación o minimización de la radiación, y debido a que los lanzadores modernos rutinariamente se encuentran con ventanas de lanzamiento "instantáneas", las sondas espaciales a la Luna y otros planetas usan inyección directa para maximizar el rendimiento. Aunque algunos pueden navegar brevemente durante la secuencia de lanzamiento, no completan una o más órbitas de estacionamiento completo antes de la quemadura que los inyecta en una trayectoria de escape de la Tierra.
Tenga en cuenta que la velocidad de escape de un cuerpo celeste disminuye con la altitud por encima de ese cuerpo. Sin embargo, es más eficiente en el consumo de combustible para una embarcación para quemar su combustible tan cerca del suelo como sea posible; Véase el efecto de Oberth y la referencia.  Esta es otra manera de explicar la penalización de rendimiento asociada con el establecimiento del perigeo seguro de una órbita de estacionamiento.
Los planes para futuras misiones de vuelo espacial interplanetario con tripulación incluyen a menudo el montaje final del vehículo en órbita terrestre, como el Proyecto Orión de la NASA y el tándem Kliper / Parom de Rusia.

### Astrodinámica
La astrodinámica es el estudio de trayectorias de la nave espacial, particularmente en lo que se refiere a los efectos de la gravitación y la propulsión. La astrodinámica permite que una nave espacial llegue a su destino en el momento correcto sin el uso excesivo de propelente. Puede ser necesario un sistema de maniobra orbital para mantener o cambiar las órbitas.

Los métodos de propulsión orbital no-cohete incluyen velas solares, velas magnéticas, sistemas magnéticos de burbujas de plasma, y el uso de efectos de eslinga gravitacional.

### Transferencia de energía
El término "energía de transferencia" significa la cantidad total de energía impartida por una etapa de cohete a su carga útil. Esto puede ser la energía impartida por una primera etapa de un vehículo de lanzamiento a una etapa superior más la carga útil, o por una etapa superior o el motor del retroceso de la nave espacial a una nave espacial. 

### Reentrada atmosférica
Los vehículos en órbita tienen grandes cantidades de energía cinética, la cual debe ser desechada para que el vehículo aterrice de forma segura sin desintegrarse en la atmósfera. Este proceso se conoce como reentrada atmosférica y requiere métodos especiales para protegerse contra el calentamiento aerodinámico. La teoría detrás de la reentrada fue desarrollada por Harry Julian Allen. De acuerdo con esta teoría, los vehículos de reentrada presentan formas contundentes a la atmósfera para la reentrada. Las formas contundentes significan que menos del 1% de la energía cinética termina como calor que llega al vehículo y la energía térmica en su lugar termina en la atmósfera.

### Aterrizaje
Las cápsulas de Mercury, Gemini y Apolo aterrizaban en el mar. Estas cápsulas fueron diseñadas para aterrizar a velocidades relativamente bajas con la ayuda de un paracaídas. Las cápsulas rusas Soyuz hacen uso de un gran paracaídas y cohetes de frenado para tocar tierra. El transbordador espacial planeaba para aterrizar como un avión.

### Recuperación
Después de un aterrizaje con éxito la nave espacial, sus ocupantes y la carga se pueden recuperar. En algunos casos, la recuperación se ha producido antes del aterrizaje: mientras una nave espacial sigue descendiendo sobre su paracaídas, puede ser atrapada por un avión especialmente diseñado. Esta técnica de recuperación de aire se utilizó para recuperar los recipientes de película de los satélites espía Corona.

## Tipos

### No tripulado

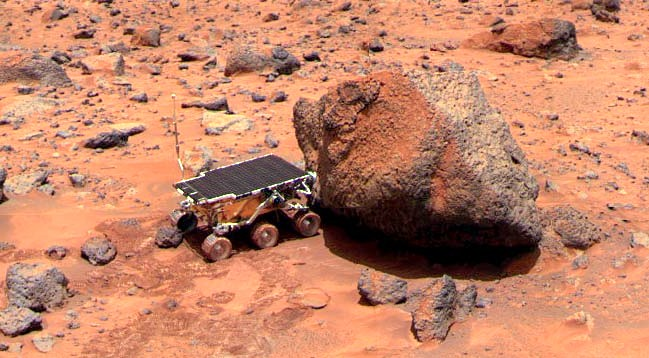
El rover Sojourner realiza una medición con el espectrómetro de partículas alfa y rayos X sobre la roca Yogi

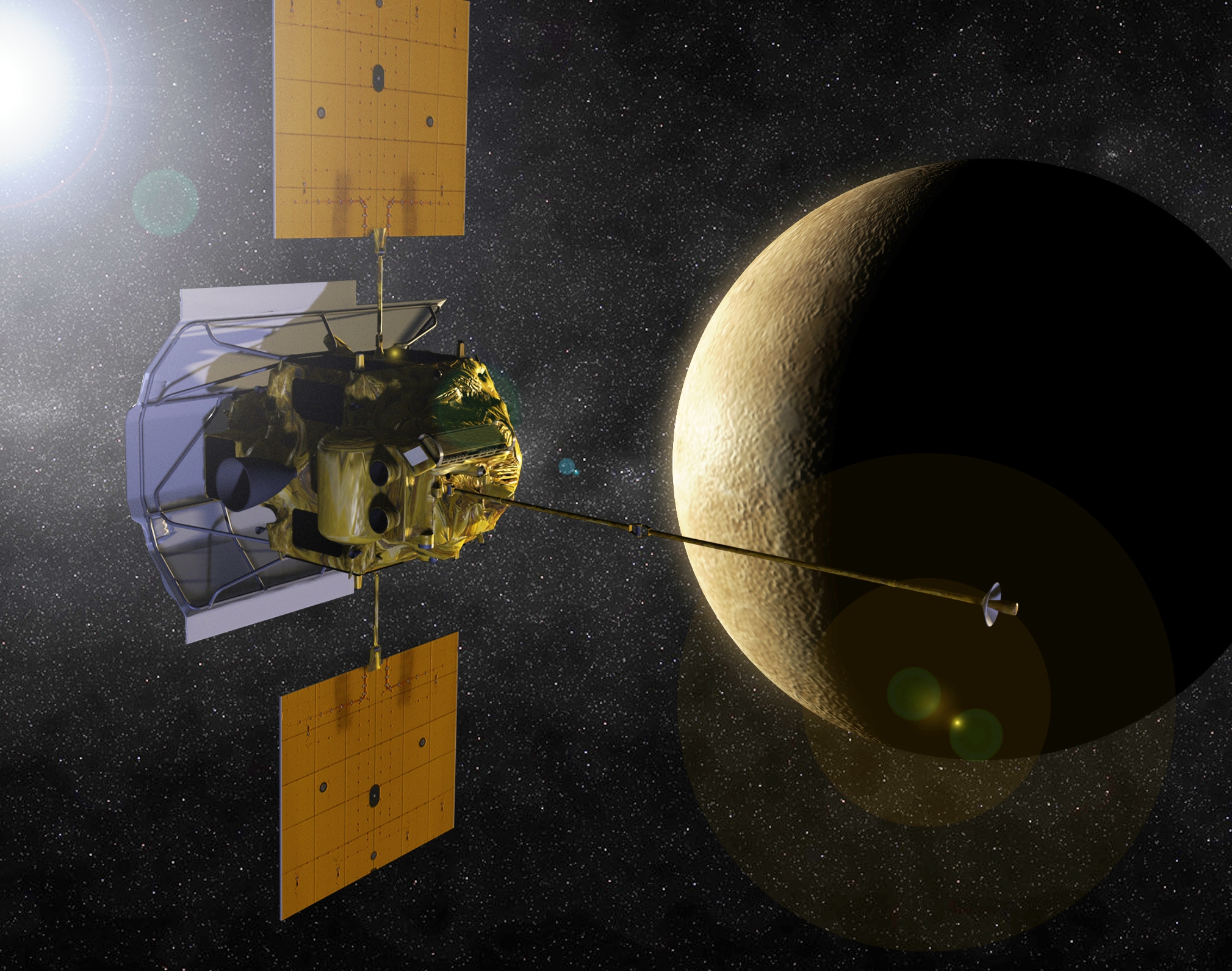
Representación artística de la sonda MESSENGER en órbita de Mercurio

Un vuelo no tripulado es toda actividad de vuelo espacial que no necesita de la presencia humana en el espacio. Esto incluye las sondas espaciales, los satélites y los robots (con sus misiones asociadas). El vuelo no tripulado puede ser dividido en dos categorías: naves espaciales robóticas (objetos) y misiones espaciales robóticas (actividades). Una nave espacial robótica es una nave espacial no tripulada y controlada por telerrobótica. Las naves espaciales robóticas diseñadas para realizar medidas científicas experimentales se suelen denominar sondas espaciales.
Las misiones espaciales no tripuladas utilizan naves espaciales controladas de forma remota. La primera misión de este tipo fue Sputnik 1, puesta en órbita alrededor de la Tierra el 4 de octubre de 1957. Las misiones donde hay animales a bordo pero no personas también se consideran no tripuladas.

#### Ventajas
La telerrobótica es mucho más apropiada para muchas misiones espaciales que una operación tripulada, debido a menores costes y factores de riesgo. Además, algunos destinos planetarios como Venus o el entorno de Júpiter son demasiado hostiles para la supervivencia del ser humano con la tecnología actual. Los planetas exteriores como Saturno, Urano y Neptuno están demasiado lejos para llegar hasta ellos con la tecnología de vuelo tripulado disponible actualmente, por lo que las sondas telerrobóticas son la única alternativa para su exploración. La telerrobótica también permite explorar regiones vulnerables a contaminación de microorganismos terrestres, ya que las naves pueden ser esterilizadas. Los humanos, por otra parte, no pueden ser sometidos al mismo grado de esterilización debido a que coexisten con numerosos microorganismos difíciles de contener dentro de una nave o un traje espaciales.

#### Telepresencia
La telerrobótica se convierte en telepresencia cuando el retardo temporal es lo suficientemente pequeño como para permitir el control de una nave espacial de forma cercana al tiempo real. Incluso el retardo de dos segundos a la velocidad de la luz desde la Tierra hasta la Luna hace impracticable la exploración por telepresencia. Los puntos de Lagrange L1 y L2 permiten un retardo de ida y vuelta de 400 milisegundos, lo cual es apenas suficiente para la telepresencia. Esta también se ha sugerido como forma de reparar satélites en órbita terrestre.

### Tripulado

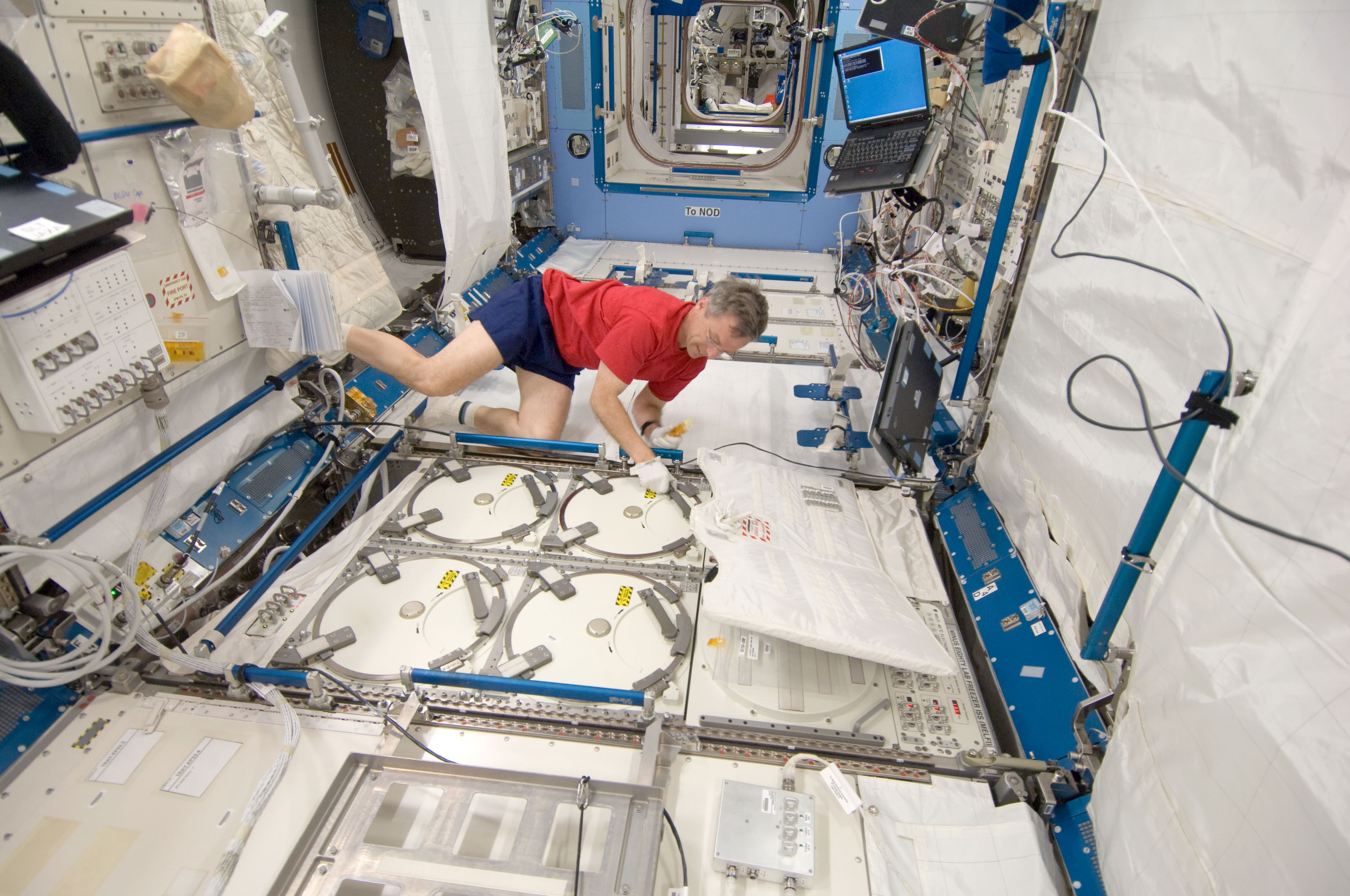
Un miembro de la tripulación de la Estación Espacial Internacional almacena muestras

El primer vuelo espacial tripulado fue el Vostok 1, lanzado el 12 de abril de 1961, en el que el astronauta Yuri Gagarin de la URSS completó una órbita alrededor de la Tierra. En los documentos soviéticos oficiales no se recoge ninguna mención al hecho de que Gagarin utilizase un paracaídas en los últimos 11 kilómetros. En la actualidad, las únicas naves espaciales empleadas de forma regular para vuelos tripulados son las Soyuz (Rusia) y las Shenzhou (China). El Transbordador STS estadounidense estuvo en uso desde abril de 1981 hasta julio de 2011. SpaceShipOne, de capital privado, ha llevado a cabo dos vuelos espaciales suborbitales.

### Suborbital

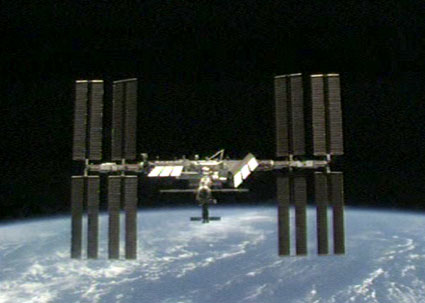
La Estación Espacial Internacional en órbita terrestre tras una visita de la tripulación del STS-119

En un vuelo espacial suborbital, la nave espacial alcanza el espacio y después vuelve a la atmósfera tras seguir una trayectoria balística. Esto normalmente se debe a una cantidad insuficiente de energía orbital específica, en cuyo caso el vuelo suborbital dura unos pocos minutos, pero también es posible que un objeto con suficiente energía para una órbita tenga una trayectoria que atraviese la atmósfera de la Tierra (incluso tras muchas horas). La sonda Pioneer 1 fue la primera sonda espacial de la NASA lanzada con intención de alcanzar la Luna. Un fallo parcial provocó que en su lugar siguiese una trayectoria suborbital a una altitud de 113.854 kilómetros antes de entrar de nuevo a la atmósfera terrestra 43 horas después del lanzamiento.
El límite espacial más ampliamente reconocido es la línea de Kármán, 100 kilómetros sobre el nivel del mar (aunque la NASA define como astronauta toda persona que haya viajado por encima de 80 kilómetros sobre el nivel del mar). Un hecho no muy conocido por el público general es que el incremento en energía potencial requerido para pasar la línea de Kármán es solo un 3% de la energía orbital que requiere la órbita terrestre más baja (una órbita circular justo por encima de la línea de Kármán). En otras palabras, es mucho más fácil alcanzar el espacio que permanecer en él. El 17 de mayo de 2004, GoFast se convirtió en el primer cohete en ser lanzado en un vuelo suborbital como parte de una misión de vuelo espacial civil. El 21 de junio de 2004, SpaceShipOne se usó para el primer vuelo tripulado financiado con capital privado.

### Punto a punto
El vuelo espacial suborbital punto a punto es una categoría de vuelo en la que una nave espacial proporciona un transporte rápido entre dos puntos terrestres. Si consideramos una ruta aérea convencional entre Londres y Sídney, un vuelo que la recorra puede tardar más de 20 horas. No obstante, mediante un vuelo punto a punto se podría reducir el tiempo necesario a menos de una hora. Aunque ninguna compañía ofrece actualmente este tipo de transporte, SpaceX ha desvelado planes para llevarlo a cabo en la década de 2020 usando su vehículo Starship, actualmente en desarrollo. El vuelo espacial suborbital a distancias intercontinentales requiere una velocidad solo ligeramente menor a la requerida para alcanzar una órbita terrestre baja. Si se utilizan cohetes, el tamaño relativo de los mismos respecto a la carga útil es similar a un misil balístico intercontinental. Cualquier vuelo intercontinental ha de superar problemas de calentamiento durante la fase de reentrada a la atmósfera que son casi tan severos como los encontrados en vuelos orbitales.

### Orbital
Un vuelo espacial orbital lo más simple posible requiere velocidades mucho mayores que un vuelo suborbital equivalentemente simple, y por ello es mucho más difícil desde el punto de vista tecnológico. Para lograr el vuelo espacial orbital, la velocidad tangencial alrededor de la Tierra es tan importante como la altitud. Para llevar a cabo un vuelo espacial estable y duradero, la nave espacial debe alcanzar la velocidad orbital mínima para una órbita cerrada.

### Interplanetario
Un viaje interplanetario es un viaje entre planetas pertenecientes al mismo sistema planetario. En la práctica, el término se restringe al viaje entre planetas del Sistema Solar.

### Interestelar
Cinco naves espaciales tienen actualmente trayectorias de escape del Sistema Solar: Voyager 1, Voyager 2, Pioneer 10, Pioneer 11 y New Horizons. La más lejana es Voyager 1, que se encuentra a más de 100 UA y que está moviéndose a 3,6 UA por año. En comparación, Próxima Centauri, la estrella más cercana sin tener en cuenta el Sol, está a 267.000 UA de distancia. Voyager 1 tardará más de 74.000 años en recorrer esta distancia. Los diseños de vehículos que utilicen otras técnicas, como la propulsión nuclear de pulso, probablemente sean capaces de llegar a la estrella más cercana en una fracción de ese tiempo. Otra posibilidad que podría permitir el viaje interestelar tripulado es hacer uso de la dilatación temporal. Esto haría posible que pasajeros de un vehículo a alta velocidad viajasen muchos años en el futuro envejeciendo muy poco, ya que las velocidades altas ralentizan el paso del tiempo a bordo. No obstante, para alcanzar tales velocidades se requeriría usar algún tipo de método de propulsión nuevo.

### Intergaláctico
El vuelo espacial intergaláctico se refiere a todo viaje espacial entre galaxias. Es considerado mucho más difícil tecnológicamente que el viaje interestelar y, en relación a los estándares de ingeniería actuales, se considera ciencia ficción.

## Naves espaciales

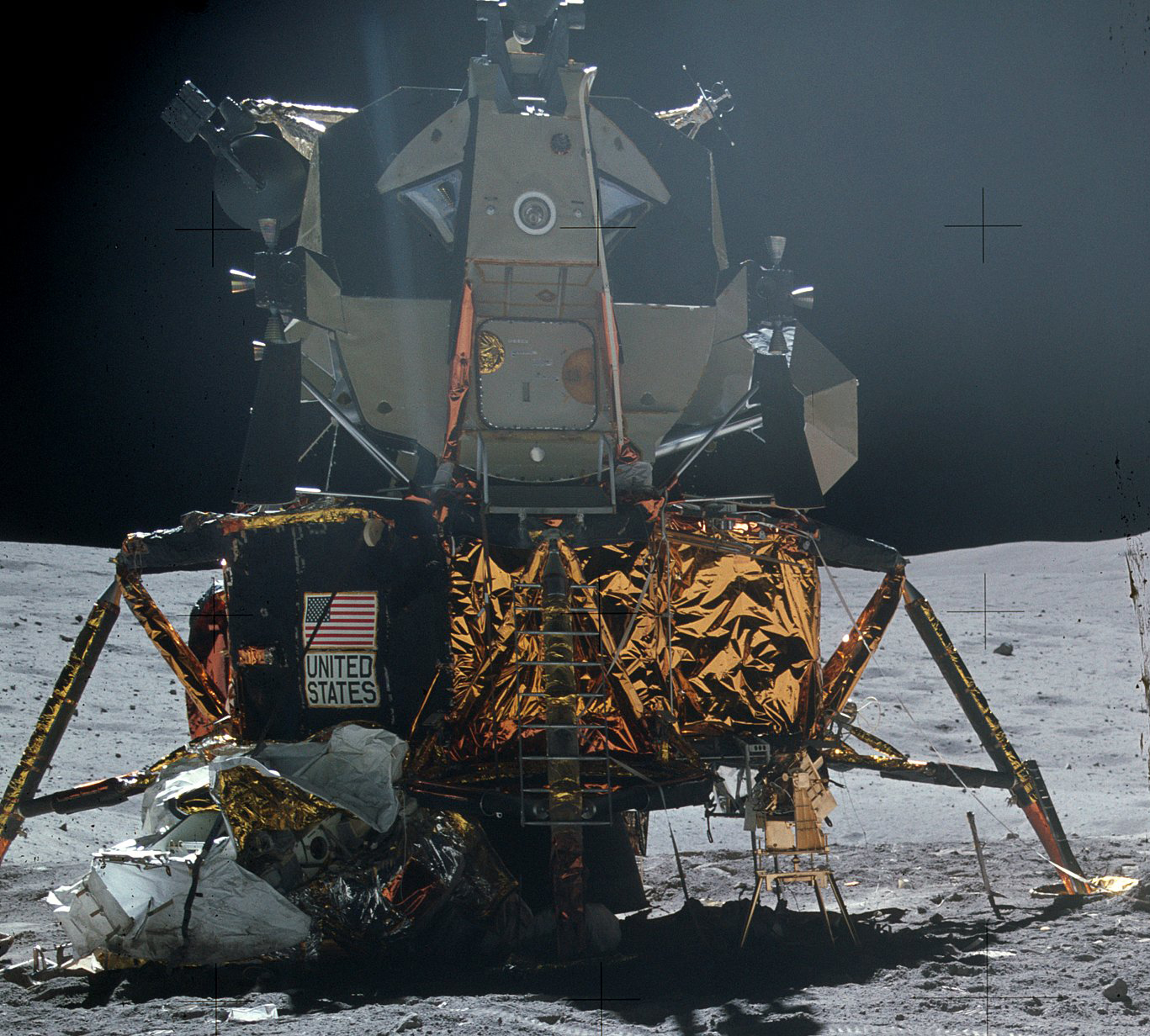
Un módulo lunar del programa Apolo

Las naves espaciales son vehículos capaces de controlar su propia trayectoria a través del espacio.
Se suele decir que la primera "nave espacial" verdadera fue el módulo lunar del programa Apolo, ya que fue el único vehículo diseñado para el espacio y operado solo en él. Es notable por su forma no aerodinámica.

### Propulsión
Las naves espaciales actuales usan de forma mayoritaria cohetes para su propulsión, aunque otras técnicas como los propulsores iónicos son cada vez más comunes (sobre todo para vehículos no tripulados), lo que puede reducir significativamente la masa del vehículo a la vez que aumenta su delta-v.

### Sistemas de lanzamiento
El sistema de lanzamiento se utiliza para llevar una carga útil desde la superficie terrestre hasta el espacio exterior.

#### Desechables
Todos los proyectos actuales de vuelo espacial utilizan sistemas de lanzamiento multietapa desechables para llegar al espacio.

#### Reutilizables
La primera nave espacial reutilizable, el X-15, fue puesta en una trayectoria suborbital desde el aire el 19 de julio de 1963. La primera nave espacial orbital parcialmente reutilizable, el Transbordador STS, fue lanzada por Estados Unidos en el vigésimo aniversario del vuelo de Yuri Gagarin, el 12 de abril de 1981. Durante la era del Transbordador STS se construyeron seis orbitadores, de los cuales todos han volado dentro de la atmósfera y cinco de ellos han volado en el espacio. El Transbordador Enterprise fue usado solo para pruebas de acercamiento y aterrizaje, siendo lanzado desde la parte trasera de un Boeing 747 y planeando hasta su aterrizaje sin motor en la Base de la Fuerza Aérea Edwards en California. El primer Transbordador STS en viajar al espacio fue el Columbia, seguido del Challenger, el Discovery, Atlantis y Endeavour. El Endeavour fue construido para reemplazar al Challenger, que se perdió en enero de 1986 en el vuelo STS-51-L. El Columbia se desintegró durante su reentrada a la atmósfera en febrero de 2003.
|  |  |  |

La primera nave espacial automática parcialmente reutilizable fue la Burán, lanzada por la URSS el 15 de noviembre de 1988, aunque solo realizó un vuelo. Este avión espacial fue diseñado para albergar tripulación y era similar al Transbordador STS estadounidense (aunque sus cohetes utilizaban combustible líquido y sus motores principales estaban situados en la base de lo que sería el tanque externo en el Transbordador STS). La falta de financiación, agravada por la disolución de la URSS, impidió más viajes de Burán.
Siguiendo las directrices del plan Vision for Space Exploration del gobierno estadounidense, el Transbordador STS fue retirado en 2011 por su antigüedad y el alto coste del programa, que sobrepasaba los mil millones de dólares por vuelo. El rol de este vehículo como transporte humano será llevado a cabo por el parcialmente reutilizable Crew Exploration Vehicle (CEV) a más tardar a partir de 2021. El transporte de mercancía pesada será realizado por cohetes desechables como el Evolved Expendable Launch Vehicle (EELV) o algún tipo de vehículo de lanzamiento derivado de la tecnología del Transbordador STS.
El SpaceShipOne diseñado por Scaled Composites fue un avión espacial suborbital reutilizable que ganó el Premio Ansari X al llevar a los pilotos Mike Melvill y Brian Binnie en vuelos consecutivos en 2004. The Spaceship Company se encarga de construir su sucesor SpaceShipTwo. Virgin Galactic planeaba emplear una flota de SpaceShipTwo para viajes espaciales privados con pasajeros (turistas espaciales) en 2008, pero el proyecto se retrasó debido a un accidente relacionado con el desarrollo de la propulsión.

## Desafíos

### Desastres espaciales
Todos los vehículos de lanzamiento contienen una enorme cantidad de energía para que alguna parte de la nave espacial consiga llegar al espacio o a la órbita proyectada. Por ello, siempre existe algún tipo de riesgo de que esta energía se libere de forma prematura e inesperada con efectos significativos. Cuando un cohete Delta II explotó 13 segundos después de su lanzamiento el 17 de enero de 1997, llegaron informes de ventanas rotas por la onda expansiva en establecimientos a 16 kilómetros de distancia.
El espacio es un entorno relativamente predecible, pero hay riesgos como la despresurización accidental y los potenciales fallos del equipamiento.
En 2004 se fundó en los Países Bajos la International Association for the Advancement of Space Safety (IAASS), una asociación cuyo objetivo es fomentar la cooperación internacional y el avance científico en el campo de la seguridad en sistemas espaciales.

### Ingravidez

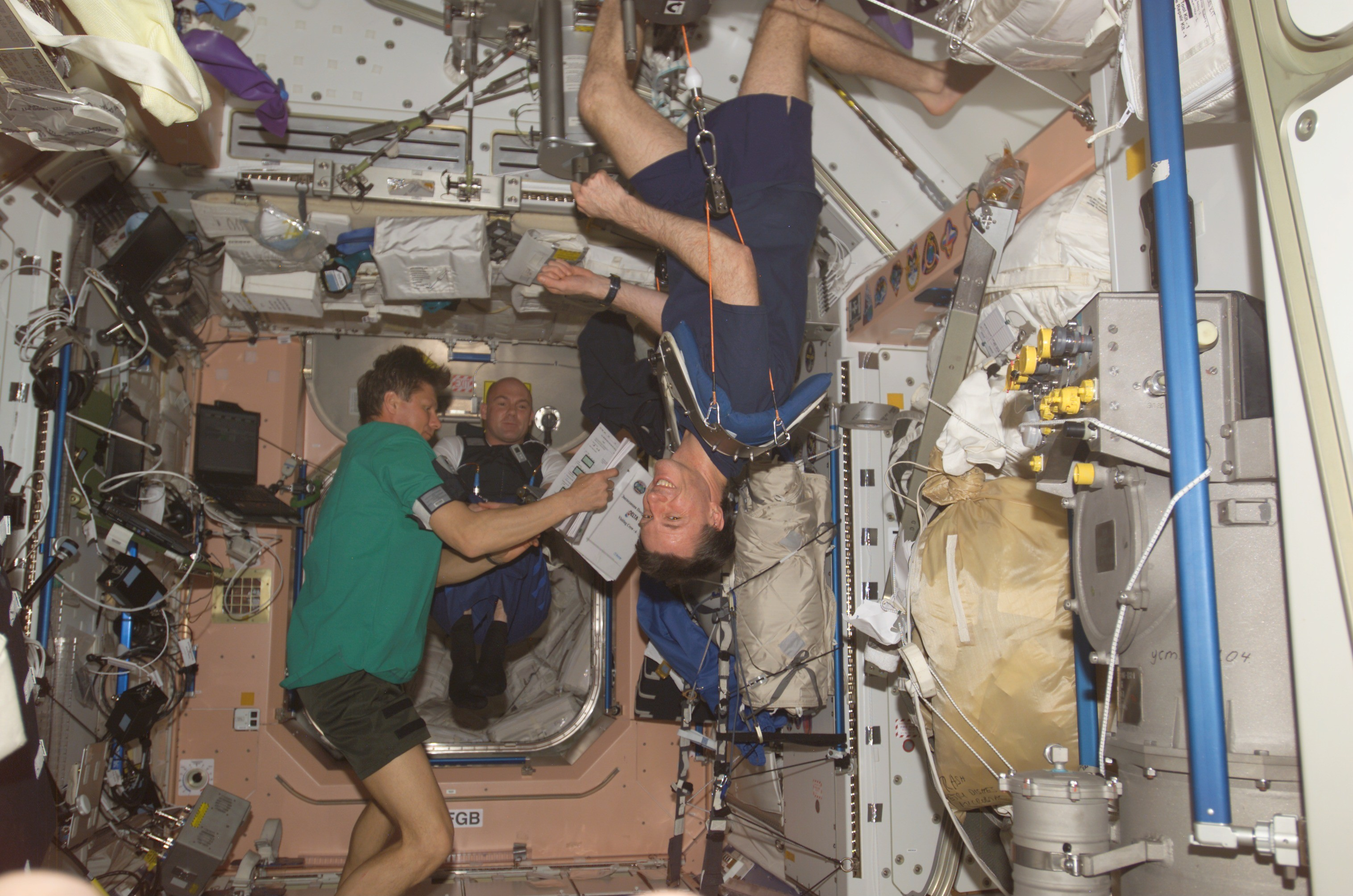
Astronautas en la Estación Espacial Internacional en condiciones de ingravidez. Se puede ver a Michael Foale ejercitándose en primer plano.

En un entorno de microgravedad como el que se puede encontrar en una nave espacial en órbita alrededor de la Tierra, los humanos experimentan una sensación de ingravidez. La exposición a microgravedad a corto plazo causa el síndrome de adaptación al espacio, un estado de náusea causado por la perturbación del sistema vestibular. Una exposición a largo plazo provoca múltiples problemas de salud. El más importante es la pérdida de densidad ósea, parte de la cual es permanente, pero la microgravedad también conlleva un deterioro en las capacidades de los tejidos musculares y cardiovasculares.

### Radiación
Una vez superada la atmósfera, la radiación debida a los cinturones de Van Allen y las radiaciones solar y cósmica provocan problemas a tener en cuenta. Más allá de la Tierra, las fulguraciones solares pueden liberar dosis fatales de radiación en cuestión de minutos, y la amenaza para la salud de la radiación cósmica incrementa en gran medida la probabilidad de desarrollar cáncer a lo largo de una década o más de exposición.

### Soporte vital
En el vuelo espacial tripulado, el sistema de soporte vital es un conjunto de dispositivos que permiten a un humano sobrevivir en el espacio exterior. La NASA utiliza el término Environmental Control and Life Support System (ECLSS) a la hora de describir estos sistemas dentro de sus misiones. El sistema de soporte vital se encarga de proveer recursos esenciales como el aire, el agua y la comida. También debe mantener una temperatura corporal correcta, una presión adecuada sobre el cuerpo y tratar los productos de desecho del mismo. La protección frente a factores externos dañinos como la radiación y los micrometeoritos puede ser asimismo necesaria. Los elementos del sistema de soporte vital son críticos para la vida, y son diseñados y fabricados utilizando técnicas de ingeniería de la seguridad.

### Meteorología espacial

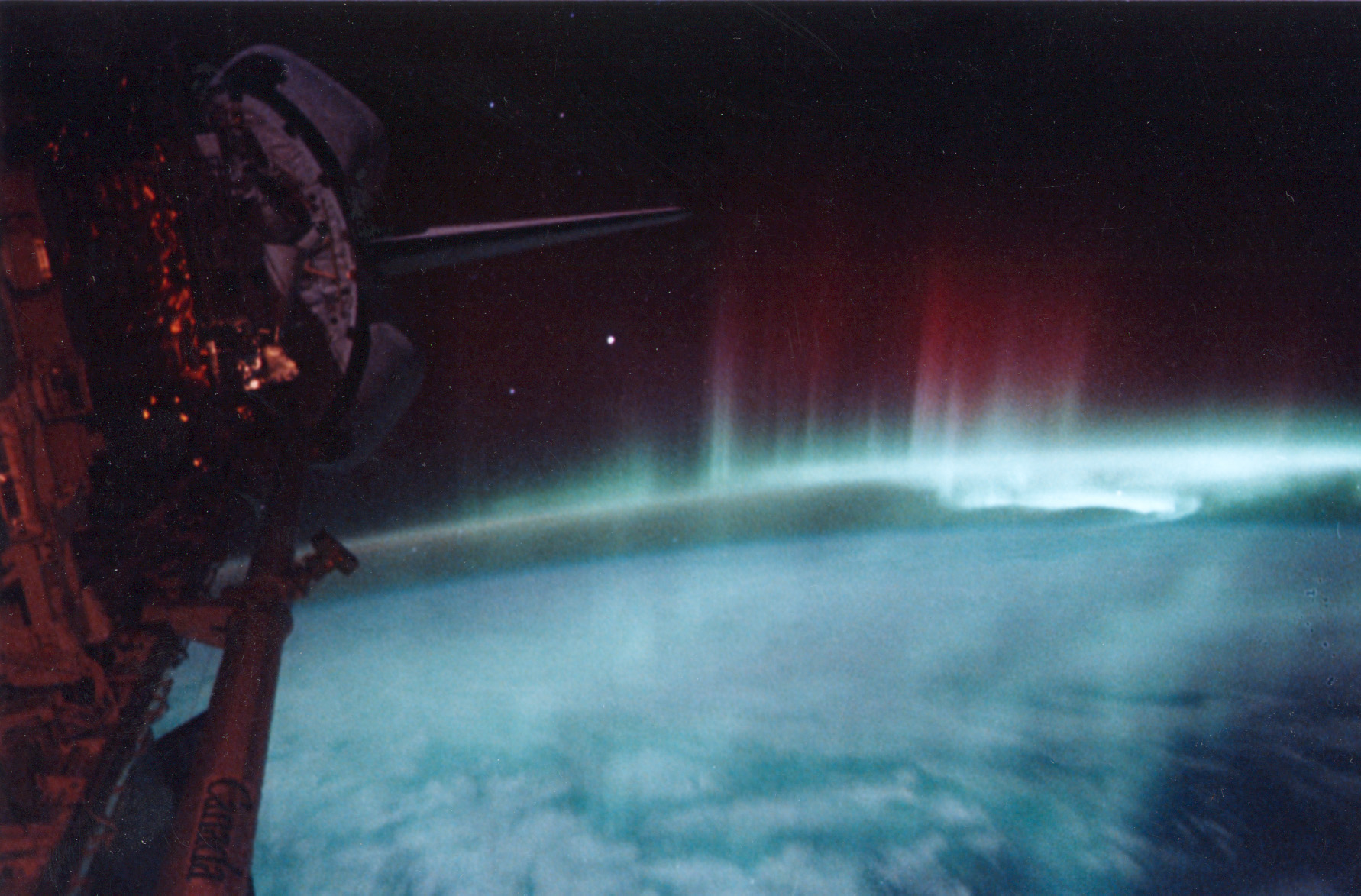
La Aurora polar y el Transbordador espacial Discovery en mayo de 1991

La meteorología espacial es el concepto que designa las condiciones cambiantes en el espacio exterior. Es diferente al concepto de meteorología en una atmósfera planetaria, y trata los fenómenos que involucran el plasma ambiental, los campos magnéticos, la radiación y otra materia presente en el espacio (sobre todo cercana a la Tierra, pero también en el medio interplanetario e interestelar). "La meteorología espacial describe las condiciones en el espacio que afectan a la Tierra y sus sistemas tecnológicos. Nuestra meteorología espacial es una consecuencia del Sol, la naturaleza del campo magnético terrestre y nuestra posición en el sistema solar".
La meteorología espacial tiene una profunda influencia en varias áreas relacionadas con la exploración y el desarrollo espacial. Las condiciones geomagnéticas cambiantes pueden provocar cambios en la densidad atmosférica, lo que causa rápidas pérdidas de altura en naves espaciales en una órbita baja terrestre. Las tormentas geomagnéticas producidas por un incremento de la actividad solar pueden inutilizar ciertos sensores de una nave espacial o interferir con la electrónica. Para diseñar sistemas de protección y de soporte vital para naves tripuladas se requiere conocimiento de las condiciones espaciales.

### Consideraciones medioambientales
Los cohetes no son altamente contaminantes por naturaleza. Sin embargo, algunos cohetes utilizan combustibles tóxicos, y la mayoría de los vehículos usan combustibles no neutrales en carbono. Muchos cohetes sólidos contienen cloro en forma de perclorato u otras sustancias químicas, y esto puede crear agujeros locales temporales en la capa de ozono. Las naves espaciales que entran de nuevo a la atmósfera generan nitratos, que también pueden tener un impacto en la capa de ozono. Además, la mayoría de los cohetes se fabrican con metales que pueden tener efectos negativos en el medio ambiente durante su construcción.
Junto a los efectos atmosféricos también podemos encontrar efectos en el entorno espacial cercano a la Tierra. Existe la posibilidad de que la órbita pudiese volverse inaccesible durante generaciones por la cantidad exponencialmente creciente de basura espacial procedente de satélites y vehículos que sufren pequeños impactos, corrosión, erosión u otros fenómenos (síndrome de Kessler). Por esta razón, muchos aparatos lanzados en la actualidad están diseñados para volver a la superficie tras su uso.

## Aplicaciones
Las aplicaciones actuales y propuestas para el vuelo espacial incluyen:
- Satélites de observación terrestre, como los satélites espía y los satélites meteorológicos
- Exploración espacial
- Satélites de comunicaciones
- Televisión por satélite
- Navegación por satélite
- Turismo espacial
- Protección frente a asteroides potencialmente peligrosos
- Colonización espacial

La mayoría del desarrollo temprano del vuelo espacial fue financiado por los gobiernos. Sin embargo, en la actualidad los mercados de lanzamiento más importantes como los satélites de comunicaciones y la televisión por satélite son puramente comerciales, aunque muchas de las lanzaderas fuesen originalmente pagadas con fondos estatales.
El vuelo espacial privado es un campo de rápido avance: el vuelo espacial no solo es financiado por corporaciones o incluso personas individuales, sino que con frecuencia es ofrecido por empresas privadas de vuelo espacial. Estas compañías suelen afirmar que una gran parte del coste que existía para acceder al espacio era causado por ineficiencias gubernamentales evitables. Esta afirmación es sostenida por costes mucho más bajos ya publicados como el del Falcon 9, desarrollado con capital privado. Para aplicaciones como el turismo espacial y, sobre todo, la colonización espacial, costes de lanzamiento aún más bajos y una excelente seguridad serán imprescindibles.